# Чрешњице (Ново Место)
Чрешњице (словен. Črešnjice) је насеље у општини Ново Место, регија Југоисточна Словенија, Словенија.

## Историја
До територијалне реорганизације у Словенији биле су у саставу старе општине Ново Место.

## Становништво
У попису становништва из 2011. године, Чрешњице су имале 132 становника.
| Број становника према пописима | Број становника према пописима | Број становника према пописима |
| ------------------------------ | ------------------------------ | ------------------------------ |
| 1991                           | 2002                           | 2011                           |
| 79                             | 94                             | 132                            |